# Volodar Murzin
Volodar Arturovič Murzin (in russo Володар Артурович Мурзин?; Nižnij Tagil, 18 luglio 2006) è uno scacchista russo, grande maestro. Nel 2024 è diventato campione del mondo di scacchi rapid.

## Caratteristiche tecniche
Ottimo "lampista" è arrivato dodicesimo al Campionato del mondo blitz del 2021, trentacinquesimo nell'edizione 2022, diciannovesimo nel 2023 e primo nel 2024.

## Carriera
Nel 2016 ha vinto a Praga il Campionato europeo giovanile nella categoria U10. 
Nel 2017 si è classificato 1°-3° con Vincent Tsay e Javokhir Sindarov nel Campionato del mondo giovanile U12 (Vincent Tsay vinse il titolo per spareggio tecnico).
Nel 2018 ha vinto a Riga il Campionato europeo giovanile nella categoria U12.
In maggio 2019 si è classificato 3° nell'Open del Salento di Gallipoli, vinto dal GM russo Michail Kobalija.
Nel 2020 ha vinto il Campionato europeo giovanile online nella categoria U14. In dicembre si classifica secondo nel campionato russo juniores U18.
Nel 2021 vince il Campionato europeo juniores, online nella categoria U20, si è classificato terzo nel torneo Julius Baer Polgar Challenge. Partecipa alla Coppa del Mondo di Soči, superando nel primo turno il grande maestro rumeno Viorel Iordăchescu, viene eliminato nel secondo turno dal grande maestro russo Vladislav Artem'ev.
Nel 2024 arriva primo a pari merito con Daniel Dardha, Kirill Ševčenko e Jorden van Foreest al Sardinia World Chess Festival di Orosei con il punteggio di 7 su 9. Per spareggio tecnico sarà soltanto terzo, davanti all'olandese van Foreest, mentre il torneo andrà al belga Dardha. 
A dicembre vince a New York il Campionato del Mondo Rapid con un punteggio di 10/13, chiudendo il torneo imbattuto.